# Minicosa neptuna
Genre
Espèce
Minicosa neptuna, unique représentant du genre Minicosa, est une espèce d'araignées aranéomorphes de la famille des Lycosidae.

## Distribution
Cette espèce se rencontre en Afrique du Sud et au Mozambique.

## Description
Le mâle holotype mesure 1,72 mm et la femelle paratype 2,27 mm.

## Systématique et taxinomie
Cette espèce a été décrite par Alderweireldt et Jocqué en 2007.

## Étymologie
Cette espèce est nommée en référence à Neptune.

## Publication originale
- Alderweireldt & Jocqué, 2007 : « Minicosa neptuna n. gen., n. sp. (Araneae, Lycosidae), the smallest wolf spider from Africa. » Journal of afrotropical Zoology, vol. 2, p. 3-9.